# Gonatocerus perdix
Gonatocerus perdix är en stekelart som beskrevs av Girault 1938. Gonatocerus perdix ingår i släktet Gonatocerus och familjen dvärgsteklar. Inga underarter finns listade i Catalogue of Life.